# Омельчук Сергій Іванович
Сергі́й Іва́нович Омельчу́к (нар. 4 травня 1956, смт Демидівка, до 1995 року Млинівського району Рівненської області) — український журналіст і громадський діяч. Заслужений журналіст України.
Член Національної спілки журналістів України (1992), дійсний член Євразійської академії телебачення і радіо, член Всеукраїнської організації журналістів «4 влада» (2015).

## Життєпис
Народився на Рівненщині. Вищу освіту здобув на факультеті журналістики Київського державного університету імені Тараса Шевченка (1977—1982).
Працював у системі Держкомтелерадіо УРСР, був редактором Головної редакції для дітей Республіканського телебачення, редактором, старшим редактором радіостанції «Молода гвардія», завідувачем відділу Головної редакції пропаганди Українського радіо, головним редактором підприємства «Укрреклама». З 1991-го — коментатор, згодом завідувач редакції громадсько-політичних передач Українського радіо Національної радіокомпанії України, заступник генерального директора Міжнародної комерційної телерадіокомпанії ICTV. У 2001—2010 роках — генеральний директор Кіровоградської ОДТРК, згодом — заступник, перший заступник генерального директора Київської державної регіональної телерадіокомпанії «Центральний канал» (2010—2015), з якої звільнився у зв'язку з виходом на пенсію. З липня 2016-го — генеральний директор ДП «Українська студія телевізійних фільмів „Укртелефільм“» .

## Творчість
Спеціалізація в журналістиці — політика, економіка, міжнародні відносини, правова тематика. Автор (співавтор) теле- і радіопередач, документальних і телефільмів «Ступінь ризику», «Передзвін віків», «Місія Євгена Чикаленка» та ін. (останній фільм здобув спеціальну відзнаку й диплом лауреата на Всеукраїнському фестивалі «Калинові острови-2005»).

## Громадська діяльність
Член головного журі Телефестивалю «Відкрий Україну!» (2008, 2010), був членом ради генеральних директорів ОДТРК, секретарем НСЖУ. Член Громадської ради при Національній раді України з питань телебачення і радіомовлення.

## Нагороди, відзнаки
- Почесне звання «Заслужений журналіст України» (2008)[5].
- Відзнака Держкомтелерадіо України «За заслуги в розвитку інформаційної сфери» II, III ступенів (2005, 2006).